# Deedra Irwin
Pour les articles homonymes, voir Irwin.
Deedra Irwin est une biathlète américaine, née le 27 mai 1992 à Pulaski.

## Biographie
Originaire de Pulaski, elle a étudié à l'université technologique du Michigan.
À l'origine, Deedra Irwin est une fondeuse, prenant part notamment aux Championnats du monde des moins de 23 ans en 2015 et gagnant la Kangaroo Hoppet en 2016. Elle a aussi été active en athlétisme au niveau universitaire.
Membre de la Vermont Army National Guard, elle commence le biathlon seulement en 2017 dans un camp à Lake Placid. Elle fait ses débuts internationaux dans ce sport lors des Championnats d'Europe 2018 (ouverts aux participants de tous les continents) et termine ensuite la saison en IBU Cup, où elle marque d'emblée ses premiers points à Martell-Val Martello, signant notamment une vingtième place en poursuite. En 2018-2019, en plus de l'IBU Cup sur laquelle elle est engagée durant toute la saison, elle est utilisée à deux reprises dans les relais américains en Coupe du monde. En janvier 2020, elle décroche une sixième place en IBU Cup à Brezno (individuel court), ce qui lui permet d'accéder à l'échelon supérieur la semaine suivante à Ruhpolding où elle dispute sa première course individuelle de Coupe du monde (79e).
Dès l'hiver suivant elle intègre durablement le circuit de la Coupe du monde et est sélectionnée pour les Championnats du monde qui se déroulent à Pokljuka en février 2021 et où, en arrivant 45e de la poursuite, elle signe son premier top 50 dans l'élite.
L'Américaine inscrit ses premiers points en Coupe du monde en début de saison 2021-2022, grâce à une 38e place au sprint d'Östersund. Plus tard, elle contribue à la cinquième place du relais américain à Antholz-Anterselva, et honore ensuite sa sélection pour les Jeux olympiques de Pékin. Le 7 février 2022, elle enregistre le meilleur résultat olympique de l'histoire du biathlon américain en se classant septième de l'individuel à une minute de la gagnante Denise Herrmann, avec une seule faute au tir, alors qu'elle n'avait jusque là jamais fait mieux que 55e sur ce format en Coupe du monde.

## Palmarès

### Jeux olympiques d'hiver
| Épreuve / Édition          | Individuel | Sprint | Poursuite | Départ en masse | Relais | Relais mixte |
| Jeux olympiques 2022 Pékin | 7e         | 37e    | 47e       | 23e             | 11e    | -            |

Légende :
- - : non disputée par Deedra Irwin

### Championnats du monde
| Édition / Épreuve | Individuel | Sprint | Poursuite | Mass start | Relais | Relais mixte | Relais mixte simple |
| ----------------- | ---------- | ------ | --------- | ---------- | ------ | ------------ | ------------------- |
| Pokljuka 2021     | —          | 51e    | 45e       | —          | 13e    | —            | —                   |
| Oberhof 2023      | 20e        | 55e    | 57e       | —          | 15e    | 13e          | 11e                 |
| Nové Město 2024   | 11e        | 39e    | 46e       | —          | 21e    | 11e          | 7e                  |
| Lenzerheide 2025  | 29e        | 63e    | —         | —          | 19e    | 19e          | 16e                 |

Légende :
- — : non disputée par Irwin

### Coupe du monde
- Meilleur classement général final : 58e en 2022.
- Meilleur place individuelle : 7e.

#### Classements en Coupe du monde par saison
| Saison    | Classement général final | Individuel | Sprint | Poursuite | Mass start |
| 2019-2020 | nc                       |            | nc     |           |            |
| 2020-2021 | nc                       | nc         | nc     | nc        |            |
| 2021-2022 | 58e                      | -          | 50e    | 65e       | 46e        |
| 2022-2023 | 58e                      | 47e        | 57e    | 58e       |            |